# Reserva cultural de Gathenhielm
A Reserva cultural de Gathenhielm – em sueco Gathenhielmska reservatet –  é uma pequena área do bairro tradicional de Majorna, na cidade sueca de Gotemburgo, onde estão conservadas ruas e casas tal como eram no séc. XVIII.

É o único local da cidade – circunscrito às ruas Pölgatan, Allmänna vägen e Delawaregatan - onde estão preservadas as antigas casas de madeira em que moravam os marinheiros, os artesãos e o pessoal dos estaleiros de Amiralitetsvarvet do séc. XVII.